# HNK Čapljina
O Hrvatski nogometni klub Čapljina é uma associação profissional de futebol da cidade de Čapljina situada na Bósnia e Herzegovina. O Čapljina atualmente joga na Primeira Liga - FBiH e joga suas partidas em casa no Estádio de Bjelave, que tem capacidade para 1.000 lugares.

## História
A primeira menção à forma moderna de esporte na área de Čapljina está relacionada ao final do século XIX e início do século XX. Nomeadamente, no tempo do Áustria-Hungria, certos grupos desportivos foram estabelecidos (principalmente relacionados com escolas) e, além de várias disciplinas atléticas, os jogos com bola também são mencionados. A primeira menção ao futebol e à fundação de um clube de futebol remonta a 1919 e está relacionada com Aleksa Spahić, de Čapljina. Como estudante de Praga, Spahić trouxe a primeira bola de futebol para a área de Čapljina no verão daquele ano e, no outono, foi fundado um clube de futebol, que recebeu o nome de "Uskok" em homenagem aos Neretva Uskoks. Além de "Uskok", o clube de Čapljina daquela época também tinha o nome popular "Valok" ou "Valog", que era um derivado da palavra checa valka, que significa guerra, e valok significava guerreiro. O nome popular parece ter sido bastante popular, por isso foi registrado que "Valog" disputava partidas com clubes da Herzegovina, como Zrinjski, Velež ou Leotar. O primeiro campo de futebol foi na margem esquerda do Neretva, em Tasovčići (perto da antiga ponte de madeira) onde hoje é a zona de negócios. No início da década de 1930, outro clube de futebol foi formado em Čapljina, iniciado por correntes políticas de orientação iugoslava, denominado FK Jugoslavija. Está registrado que em 1934, FK Jugoslavija recebeu o Zrinjski de Mostar e perdeu por 0:3.
Após o fim da Segunda Guerra Mundial, em 1945, a Associação Desportiva dos Trabalhadores "Borac" foi fundada em Čapljina. Cedo, em 1950, foi fundado o Clube de Futebol Juvenil "Mladost", mas após uma curta operação, o "Mladost" fundiu-se com o "Borac". "Borac" jogou na Liga da República da BiH durante várias temporadas após a sua fundação, depois na Zona IIa e, em 1960 e 1966, participou nas eliminatórias para a Segunda Liga nacional. De 1968 a 1973, Borac jogou na Segunda Liga Federal - Grupo Sul. Após a reorganização de outras ligas (havia quatro grupos no nível da Iugoslávia), Borac não conseguiu manter o status de segunda liga, então a partir de 1973 ele jogou na Liga da República do SRBiH, onde permaneceu até 1988, quando se mudou para o Inter- Liga Republicana - Grupo Sul.
No início da guerra, no final de 1991 e início de 1992, as atividades esportivas em Čapljina deixaram de existir e, no verão de 1992, foram lançadas atividades para revitalizar o clube. Uma assembleia de renovação foi logo realizada e o clube foi rebatizado de "HNK Čapljina". Imediatamente após a fundação do HNK Čapljina, conquistaram um lugar na Primeira Liga - FBiH. 
Depois disso, o HNK "Čapljina" jogou várias vezes na Priimeira Liga - Federação BiH e na Segunda Liga FBIH - grupo Sul.

## Títulos
- Segunda Liga - FBiH (2): 2007–08 (Sul), 2009–10 (Sul).